# 野村健太郎 (物理学者)
野村健太郎（のむら けんたろう）は、日本の物理学者。九州大学理学研究院物理学部門教授。トポロジカル物性を専門とする。

## 略歴
- 1998年 東京理科大学理学部応用物理学科卒業
- 1998年 東京大学大学院総合文化研究科入学
- 2000年 日本学術振興会特別研究員（DC1）
- 2003年 東京大学大学院総合文化研究科博士号（学術）取得
- 2003年 テキサス大学オースティン校日本学術振興会海外特別研究員博士研究員
- 2007年 東北大学大学院理学研究科助教
- 2010年 理化学研究所基幹研究所研究員
- 2012年 東北大学金属材料研究所准教授
- 2022年 九州大学理学研究員物理学部門教授

## 所属学会
- 日本物理学会
- 米国物理学会

## 受賞
- 2009年 第3回若手奨励賞

## 著書
- 『トポロジカル絶縁体・超伝導体』丸善出版、2016年。